# Iaco Viana
Iaco Viana (1981) é um pichador brasileiro nascido na cidade de São Paulo e que é formado em Artes Visuais pela Escola Panamericana de Artes. Seu nome artístico, "iaco" surgiu de um personagem de desenho animado Animaniacs. Em 2017, o então prefeito da cidade de São Paulo, João Doria, declarou “guerra” às pichações na cidade, e Iaco tornou-se um dos primeiros suspeitos ouvidos por um inquérito do Deic que busca enquadrar os artistas por associação criminosa.

## Prisão
Em março de 2017 Iaco foi detido ao fazer pichações de protesto contra o prefeito João Doria, na Avenida 23 de Maio, que liga o centro da capital paulista à zona sul. Segundo a prefeitura, Iaco Viana foi detido na companhia de outro jovem, por volta das 20h de ontem (22), sob o Viaduto Paraíso, com uma lata de spray e máscara de pintor.
Ambos foram conduzidos ao 78º Distrito Policial e liberados após a assinatura de um termo circunstanciado. Ainda de acordo com a administração municipal, “o autor da pichação será multado nos termos da Lei Cidade Linda”.
Em janeiro, Iaco havia feito um protesto semelhante ao escrever 12 vezes Doria na 23 de Maio. No início do ano, alguns dos mais famosos painéis e grafites da cidade foram apagados na avenida. As pinturas foram removidas como parte do programa municipal Cidade Linda. Devido à ação, Iaco foi chamado para depor no Departamento Estadual de Investigações Criminais da Polícia Civil.
Desta vez, além do nome do prefeito, ele escreveu “muro censurado” nos paredões da avenida. “Pena perder um espaço onde praticamente comecei a pintar por causa de ego e disputa política”, escreveu o artista nas redes sociais.